# KAIST
O KAIST (Korea Advanced Institute of Science and Technology) é uma universidade de pesquisa pública localizada em Daejeon, na Coreia do Sul.